# Bisdom Bafoussam
Het bisdom Bafoussam (Latijn: Dioecesis Bafussamensis) is een rooms-katholiek bisdom met als zetel Bafoussam in Kameroen. Het bisdom is suffragaan aan het aartsbisdom Douala en werd opgericht in 1970. Hoofdkerk is de kathedraal Saint-Joseph.
In 2020 telde het bisdom 95 parochies. Het bisdom heeft een oppervlakte van 13.000 km2 en telde in 2020 2.074.000 inwoners waarvan 14,5% rooms-katholiek was.

## Bisschoppen
- Denis Ngande (1970-1978)

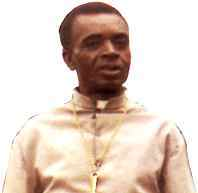
André Wouking (1979-1998)
- Joseph Atanga, S.J. (1999-2009)
- Dieudonné Watio (2011-2021)
- Paul Lontsié-Keuné (2021-)

- André Wouking